# Bungaku shōjo
Bungaku shōjo (文学少女? lett. "La ragazza di letteratura") è una serie di light novel scritta da Mizuki Nomura ed illustrata da Miho Takeoka. Dei sedici volumi editi dalla Enterbrain tra aprile 2006 ed aprile 2011, sotto l'etichetta Famitsū Bunko, otto ricoprono la storia originale, quattro sono raccolte di storie brevi ed altri quattro contengono storie secondarie. Quattro adattamenti manga sono stati serializzati sulle riviste Gangan Powered e Gangan Joker della Square Enix e sulle riviste Beans Ace ed Asuka della Kadokawa Shoten. Un film anime della Production I.G ha debuttato nei cinema giapponesi il 1º maggio 2010.

## Trama
Il liceale di secondo anno Konoha Inoue è uno dei due membri del club di letteratura della sua scuola. L'altro membro è la presidentessa del club Tōko Amano, una ragazza del terzo anno che ama la letteratura. In realtà, però, Tōko è uno yōkai che si nutre di storie consumando la carta su cui sono scritte, ragion per cui la compagna chiede spesso a Konoha di scriverle storie brevi, proprio come se le stesse preparando "spuntini".

## Personaggi
Konoha Inoue (井上 心葉?, Inoue Konoha)
Doppiato da: Miyu Irino
Il protagonista della storia. È un liceale di secondo anno che ha scritto un romanzo rosa grazie al quale ha vinto una competizione. Pur essendo piuttosto famoso, in quanto la sua opera sta diventando un best seller, nessuno è a conoscenza del fatto che egli ne sia l'autore, avendo usato come pseudonimo un nome da ragazza. Poco dopo essere stato ammesso al liceo, si unisce al club di letteratura, dove incontra la presidentessa Tōko Amano.
Tōko Amano (天野 遠子?, Amano Tōko)
Doppiata da: Kana Hanazawa
Una studentessa del terzo anno della stessa scuola di Konoha, presidentessa del club di letteratura. Siccome si nutre delle pagine delle storie che legge, chiede spesso al suo unico compagno di club Konoha di scriverle qualcosa.

## Media

### Light novel e libri
La serie, edita dalla Enterbrain sotto l'etichetta Famitsū Bunko, è stata scritta da Mizuki Nomura con le illustrazioni di Miho Takeoka. Gli otto volumi che seguono la storia principale sono stati pubblicati tra il 28 aprile 2006 e il 30 agosto 2008. Le quattro raccolte di storie brevi, delle quali la maggior parte è stata pubblicata in precedenza sul webzine FB Online della Enterbrain, sono state messe in vendita tra il 26 dicembre 2008 e il 25 dicembre 2010. Infine le quattro storie secondarie sono state distribuite tra il 30 aprile 2009 e il 30 aprile 2011.
Un libro d'arte di 127 pagine dal titolo Bungaku shōjo no galerie d'art ("文学少女"の追想画廊?, Bungaku shōjo no gareria de āru), contenente oltre alle illustrazioni anche una storia breve ed alcuni commenti da parte degli autori, è stato pubblicato dalla Enterbrain il 15 dicembre 2008. Altri tre libri sono stati pubblicati il 21 aprile 2010, ovvero: un altro libro d'arte di 63 pagine intitolato Bungaku shōjo Fantasy Art Book (“文学少女”Fantasy Art Book?); una guida di 159 pagine dal titolo Bungaku shōjo no gourmet na tosho guide ("文学少女"のグルメな図書ガイド?, Bungaku shōjo no gurume na tosho gaido); un'altra guida di 111 pagine, intitolata Gekijōban bungaku shōjo -appetizer- (劇場版"文学少女" -appetizer-?), pubblicata in occasione del film anime. Un terzo libro d'arte, Bungaku shōjo no galerie d'art 2, è stato pubblicato il 30 maggio 2011. Tre storie di Corabo ansorojī 2 Bungaku shōjo wa gāgoiru to baka no kaidan o noboru (コラボアンソロジー2 "文学少女"はガーゴイルとバカの階段を昇る?), pubblicato il 30 ottobre 2008, sono state scritte da Nomura in collaborazione con Kenji Inoue (autore di Baka to test to shōkanjū) e Takaaki Kaima (autore di Gakkō no kaidan).

### Manga
La serie ha dato vita a quattro adattamenti manga. Bungaku shōjo to shinitagari no pierrot ("文学少女"と死にたがりの道化?, Bungaku shōjo to shinitagari no piero), disegnato da Rito Kōsaka, ha iniziato la serializzazione sul numero di agosto 2008 del Gangan Powered della Square Enix, per poi essere trasferito a partire dal numero di maggio 2009 sul Gangan Joker, dove è stato serializzato fino al numero di novembre 2010. Tre volumi tankōbon sono stati pubblicati sotto l'etichetta Gangan Comics Joker della Square Enix tra il 24 aprile 2009 e il 22 dicembre 2010. Un altro manga di Kōsaka, intitolato Bungaku shōjo to uekawaku ghost ("文学少女"と飢え渇く幽霊?, Bungaku shōjo to uekawaku gōsuto), è stato serializzato sul Gangan Joker tra i numeri di gennaio 2011 e settembre 2013. I capitoli sono stati raccolti in quattro volumi che sono stati pubblicati tra il 22 agosto 2011 e il 22 novembre 2013.
I primi quattro capitoli di Bungaku shōjo to oishii recipe ("文学少女"と美味しい噺?, Bungaku shōjo to oishii reshipi), illustrato da Akira Hiyoshimaru, sono stati pubblicati sul Beans Ace della Kadokawa Shoten. La serializzazione è stata poi trasferita sull'Asuka dal numero di settembre 2009 a quello di aprile 2010 e due volumi sono stati pubblicati rispettivamente il 21 gennaio e il 22 aprile 2010 sotto l'etichetta Asuka Comics DX della Kadokawa. Bungaku shōjo to koisuru poet ("文学少女"と恋する詩人?, Bungaku shōjo to koisuru poetto), sempre disegnato da Hiyoshimaru, è stato serializzato sull'Asuka tra i numeri di giugno 2010 e gennaio 2011. Un unico volume è stato pubblicato il 26 gennaio 2011.

### Drama-CD ed Internet radio
Un set di sei drama-CD, prodotto dalla Lantis, ha coperto tre storie delle light novel della serie in due volumi ciascuna. I due volumi adattati dalla prima light novel, Bungaku shōjo to shinitagari no pierrot, sono stati pubblicati il 21 ottobre e il 25 novembre 2009. I due volumi adattati dalla seconda, Bungaku shōjo to uekawaku ghost, sono usciti il 24 febbraio e il 24 marzo 2010, mentre quelli adattati dalla terza, Bungaku shōjo to tsunagareta fool, sono stati messi in vendita il 22 settembre e il 24 novembre 2010.
Una trasmissione radiofonica di 52 episodi, intitolata Radio bungaku shōjo: mayonaka no bungeibu (ラジオ"文学少女"〜真夜中の文芸部〜?, Rajio bungaku shōjo: mayonaka no bungeibu), è andata in onda sulla Internet radio, ospitata da Chō! A&G+ e Lantis Web Radio, dal 9 gennaio 2010 al 1º gennaio 2011. Lo spettacolo, trasmesso online settimanalmente, è stato condotto dalla doppiatrice di Tōko Amano, Kana Hanazawa.

### Anime
Un film d'animazione di 103 minuti, prodotto dalla Production I.G e diretto da Shunsuke Tada, è uscito nei cinema giapponesi il 1º maggio 2010. Il film è stato prodotto per celebrare il decimo anniversario della Enterbrain, e in data 27 agosto 2010 la Pony Canyon lo ha reso disponibile anche su DVD e Blu-ray Disc.
Un original anime video (OAV), intitolato Bungaku shōjo kyō no oyatsu: hatsukoi ("文学少女"今日のおやつ 〜はつ恋〜?) e prodotto dallo stesso staff del film, è stato venduto in allegato all'edizione limitata del secondo volume delle storie secondarie, Bungaku shōjo minarai no, shōshin, il 26 dicembre 2009.
Tre cortometraggi OAV dal titolo Bungaku shōjo memoir ("文学少女"メモワール?, Bungaku shōjo memowāru) sono stati prodotti per essere mostrati prima della proiezione del film, ad intervalli di una settimana, a partire da maggio 2010. Questi OAV coprono principalmente le storie di tre personaggi: Tōko Amano nel volume uno, Miu Asakura nel due e Nanase Kotobuki nel tre. L'OAV di Tōko, sottotitolato Yumemiru shōjo no prelude (夢見る少女の前奏曲?, Yumemiru shōjo no pureryūdo), è stato mostrato tra il 15 e il 21 maggio 2010 ed è stato pubblicato su DVD il 25 giugno 2010. L'OAV di Miu, sottotitolato Sora mau tenshi no requiem (ソラ舞う天使の鎮魂曲?, Sora mau tenshi no rekuiemu), è stato mostrato dal 22 al 28 maggio 2010 ed è stato venduto su DVD il 29 ottobre 2010. L'OAV di Nanase, sottotitolato Koisuru otome no rhapsody (恋する乙女の狂想曲?, Koisuru otome no rapusodi), è stato mostrato dal 29 maggio al 4 giugno 2010 ed è stato distribuito su DVD il 24 dicembre 2010.

#### Colonna sonora
Un album contenente alcune image song di Annabel, CooRie, eufonius, Masumi Itō, Kokia e Kukui, intitolato Bungaku shōjo to yumeutsutsu no melody ("文学少女"と夢現の旋律?, Bungaku shōjo to yumeutsutsu no merodi), è stato pubblicato al Comiket 76 il 14 agosto 2009. Sia la sigla del film, intitolata Haruka na hibi (遥かな日々?) ed interpretata dagli eufonius, che la colonna sonora Musique du film, prodotta dalla Lantis e composta da Masumi Itō, sono state pubblicate il 1º maggio 2010. La sigla d'apertura dei primi tre cortometraggi OAV è Musō garden (夢想庭園?, Musō gāden) delle CooRie, pubblicata il 7 luglio 2010. La sigla di chiusura dell'OAV Yumemiru shōjo no prelude, Koto no ha (言の葉?) di Kokia, è uscita anch'essa il 7 luglio 2010; quella dell'OAV Sora mau tenshi no requiem, Aozora no mukō (青空の向こう?) di Masumi Itō, è stata pubblicata invece il 27 ottobre 2010; infine quella dell'OAV Koisuru otome no rhapsody, Hidamari hakusho (陽だまり白書?) delle CooRie, è stata distribuita il 26 gennaio 2011.

## Accoglienza
Il Mainichi Shimbun ha riportato che entro maggio 2010 le light novel di Bungaku shōjo hanno venduto in Giappone oltre 1.6 milioni di copie. La serie è anche apparsa cinque volte nella classifica della guida annuale per light novel Kono light novel ga sugoi! della Takarajimasha, ovvero: all'ottavo posto nel 2007, al terzo nel 2008 e 2010, al primo nel 2009 e al sesto nel 2011. Nel numero di 2009 della guida, Tōko Amano è stata inoltre votata come miglior personaggio femminile dell'anno. Nel 2007 Bungaku shōjo to shinitagari no pierrot ha vinto il Premio light novel della Kadokawa Shoten nella categoria mystery.
In una recensione della prima light novel, Bungaku shōjo to shinitagari no pierrot, Carlo Santos di Anime News Network ha affermato che l'autrice Mizuki Nomura è stata "troppo ambiziosa" per il suo uso di così tanti diversi generi di narrazione, tra cui il mystery e la letteratura giapponese del ventesimo secolo. Santos ha sottolineato come questi soggetti, seppur presenti, non vengano esposti bene, e molti punti della trama rimangono aperti (in quanto ci sono più racconti). La porzione da romanzo giallo è stata descritta come se fosse stata "stesa in maniera maldestra", cosa che ha reso il testo più un "riassunto della trama che un vero e proprio dialogo". Il recensore ha poi notato diverse somiglianze con la serie di light novel La malinconia di Haruhi Suzumiya, tra cui lo stile oppure alcuni tratti di Kyon e Haruhi Suzumiya simili a quelli dei personaggi principali Konoha Inoue e Tōko Amano.